# Спортивні об'єкти на зимових Олімпійських та Паралімпійських іграх 2014
Спортивні об'єкти на зимових Олімпійських та Паралімпійських іграх 2014 — комплекс з 11 спортивних споруд, розташованих у російському місті Сочі та його околицях, на яких проходитимуть змагання XXII зимових Олімпійських ігор (6-23 лютого 2014) та XI зимових Паралімпійських ігор (7-16 березня 2014). 11 спортивних об'єктів умовно розділені на 2 кластери: Прибережний, що охоплює 6 об'єктів, розміщених безпосередньо у Сочі, та Гірський, що складається з 5 об'єктів, за межами міста.
| Прибережний кластер | Гірський кластер |

## Прибережний кластер
| Об'єкт                              | Зображення | Роки спорудження | Олімпійські ігри          | Паралімпійські ігри | Місткість | Прим. |
| ----------------------------------- | ---------- | ---------------- | ------------------------- | ------------------- | --------- | ----- |
| Олімпійський стадіон «Фішт»         |            |                  | Церемонія відкриття       | —                   | 40 000    | [ 1 ] |
| Льодова арена «Шайба»               |            |                  | Хокей                     | Следж хокей         | 7000      | [ 2 ] |
| Льодовий палац «Большой»            |            |                  | Хокей                     | —                   | 12 000    | [ 3 ] |
| Керлінгова арена «Льодовий куб»     |            |                  | Керлінг                   | Керлінг на візках   | 3000      | [ 4 ] |
| Палац зимового спорту «Айсберг»     |            |                  | Фігурне катання Шорт-трек | —                   | 12 000    | [ 5 ] |
| Ковзанярський стадіон «Адлер-Арена» |            |                  | Ковзанярський спорт       | —                   | 8000      | [ 6 ] |

## Гірський кластер
| Об'єкт                                               | Зображення | Роки спорудження | Олімпійські ігри                     | Паралімпійські ігри    | Місткість | Прим.  |
| ---------------------------------------------------- | ---------- | ---------------- | ------------------------------------ | ---------------------- | --------- | ------ |
| Лижно-біатлонний комплекс «Лаура»                    |            |                  | Біатлон Лижні перегони               | Біатлон Лижні перегони | 7500      | [ 7 ]  |
| Гірськолижний парк «Роза Хутір»                      |            |                  | Гірськолижний спорт                  | Гірськолижний спорт    | 7500      | [ 8 ]  |
| Екстрим-парк «Роза Хутір»                            |            |                  | Сноубординг Фристайл                 | —                      | 4000      | [ 9 ]  |
| Комплекс для стрибків з трамплінів «Російські гірки» |            |                  | Лижне двоборство Стрибки з трампліна | —                      | 7500      | [ 10 ] |
| Центр санного спорту «Санки»                         |            |                  | Бобслей Санний спорт Скелетон        | —                      | 5000      | [ 11 ] |